# Біодинамічне сільське господарство
Біодинамічне сільське господарство (біодинамічне землеробство) — це один з напрямків екологічно чистого землеробства. Воно у багатьох практичних аспектах дуже подібне до органічного землеробства. Відмінності стосуються насамперед філософської основи господарювання. 
Від інших напрямків сільського господарства відрізняється тим, що спочатку біодинамічне землеробство виникло як філософія і як теорія на основі курсу лекцій (відомих як «Сільськогосподарський курс» або «Духовні наукові основи землеробського процвітання»), прочитаних у червні 1924 року німецьким філософом Рудольфом Штайнером землевласникам Сілезії. Лекції Р. Штайнера стали відповідями на глобальні питання всього людства: як отримувати здорову і смачну їжу, не виснажуючи ґрунти; як подолати шкідливі наслідки застосування отрутохімікатів; як відновити природну родючість ґрунтів, порушену використанням монокультур; як перейти до розумного та ощадливого ставлення до природи. Штайнер закликав землевласників Сілезії втілювати і перевіряти його теорію на практиці.
Згодом учні та послідовники Штайнера (Еренфрід Пфайффер, Ліл Коліско, Євген Коліско, Алекс Подолинський) перевірили на практиці та підтвердили правильність його припущень і вказівок. З того часу була проведена велика дослідницька та практична робота, що дало змогу створити завершену систему біодинамічного землеробства, яка застосовується на сільськогосподарських ділянках різних масштабів - від кількох соток до тисяч гектарів.

## Суть
Біодинамічне землеробство — це один з напрямків екологічно чистого землеробства, що відкидає застосування штучних мінеральних добрив і отрутохімікатів; для обробки ґрунту і рослин, а також на корм худобі дозволяється використовувати тільки ті матеріали, які утворилися в процесі життєдіяльності і несуть в собі життєві сили. За словами Штайнера, «живе повинно харчуватися тільки живим», Оскільки ґрунт розглядається також як живий організм особливого жроду, то цим визначається вибір добрив: компост, гній, зелені добрива, рідкі добрива з рослин. Біодинамічне господарювання передбачає застосування спеціально приготованих біодинамічних препаратів. Біодинамічні препарати, виготовлені з ферментованих коров’ячого гною, мінералів, квітів, трави використовуються, щоб допомогти відновити і гармонізувати життєві сили ґрунту та підвищити харчову якість і смак їжі. Біодинамічні фермери визнають вплив космосу на ґрунт, рослини і тварини та прагнуть співпрацювати з ним.  
Поняття "живий ґрунт" означає, що ґрунт населений великою кількістю найрізноманітніших видів живих істот, починаючи від мікроорганізмів і закінчуючи дощовими хробаками, і вся ця армія активно трудиться над переробкою внесеного в ґрунт органічного добрива і перетворення його в ті органо-мінеральні сполуки, які слугують основним джерелом живлення рослин. Живий ґрунт допомагає землеробам вирішити безліч проблем: він годує рослини і сприяє отриманню оптимального (одначе не максимального) для певних умов врожаю; він забезпечує високу поживну цінність плодів, визначає стійкість рослин до шкідників і хвороб. Саме висока поживна цінність, а не отримання максимальних урожаїв є головною метою біодинамічного землеробства.
Висока поживна цінність, тобто висока якість — це така тонка річ, що не повністю визначається аналізами, вмістом білків, вітамінів тощо. Це те, що визначається станом того, хто споживає продукти харчування, незалежно людина це чи тварина, і полягає в підвищеній життєвій енергії. Вся система методів, в сукупності складова біодинамічного землеробства, спрямована на отримання продуктів з підвищеною життєвою енергією . Звідси і назва цього напрямку — біодинамічне. Основна увага спрямована не стільки на речовини, що становлять живі організми, скільки на вплив і сили, що формують їх.
Біодинамічний сад будується відповідно до законів природи, визначальними життя природних рослинних угруповань, характерні його риси — це цілісність, різноманітність і гармонія. Практично це означає, що в саду повинно бути якомога більше різноманітних видів рослин, не тільки овочеві та плодові, а й квіти, і чагарники, і деяка кількість бур'янів. До співтовариства рослин входять і певні тварини і комахи. Разом вони утворюють єдине ціле, в якому діють закони саморегуляції . Різні культури розміщуються в певних продуманих поєднаннях з урахуванням сумісності і взаємодоповнюваності різних видів. Жива огорожа з невисоких дерев і декоративних чагарників — необхідна приналежність біодинамічного саду . Вона захищає його від холодних вітрів, що висушують, від пилу, шуму і викидів машин, слугує притулком для птахів і дрібних тварин.
Вирощені в таких умовах рослини володіють дивовижною властивістю — високою чутливістю до космічних випромінювань. У житті рослин космічні впливи позначаються набагато сильніше, ніж у житті людини і тварин. Космічні тіла і насамперед Сонце і Місяць і навколосонячні планети посилають на Землю свої видимі, а здебільшого невидимі промені, а також діють на структуру води у складі живих організмів своєю гравітацією. Сама назва — Біодинаміка (" біос " — життя, «Динаміс» — сила) говорить про те, яке значення на практиці надається використанню різних енергетичних силових впливів, насамперед космічних. Біодинамічні землероби володіють методами регуляції космічних силових впливів на рослини і ґрунт. Ця регуляція здійснюється за допомогою специфічних біодинамічних препаратів, виготовлених з різних природних матеріалів (за гомеопатичним принципом). Важливе завдання цих препаратів — підтримувати рівновагу між силами, що виходять із Космосу і силами, що виходять із Землі. Наприклад, препарат з коров'ячого гною (№ 500) підсилює земні сили і тим самим стимулює діяльність ґрунтових організмів і ріст коренів. Препарат з кварцу (№501) підсилює дію Сонця, що особливо важливо в період холодної дощової погоди, оскільки зменшує поширення грибних хвороб. Препарати з рослин призначені для внесення в компост для підвищення його цінності як добрива.

## Наукова думка
Академічна наука не пояснює дію біодинамічних препаратів, цим займаються гомеопати, щоб пояснити процеси, завдяки яким відбувається біодинаміка рослин. Практичні дослідження довели, що вони дають безліч позитивних результатів, підвищуючи родючість ґрунту, збільшуючи стійкість рослин до хвороб і шкідників, покращуючи якість урожаю, у тому числі смак і здатність до тривалого зберігання тощо.[джерело?]

## Календарний ритм
Біодинамічні садівники, свою роботу в саду узгоджують з космічними ритмами. Для цього щорічно видаються спеціальні біодинамічні календарі, де на кожен день вказано взаємне розташування Сонця, Місяця, планет, сузір'їв Зодіаку і на цій підставі даються вказівки щодо проведення садових робіт.